# Фризанко (Порденоне)
Фризанко (итал. Frisanco) је насеље у Италији у округу Порденоне, региону Фурланија-Јулијска крајина.
Према процени из 2011. у насељу је живело 222 становника. Насеље се налази на надморској висини од 504 м.

## Становништво
Према резултатима пописа становништва 2011. у општини је живело 645 становника.
| 1936. | 1951. | 1961. | 1971. | 1981. | 1991. | 2001. | 2011. |
| ----- | ----- | ----- | ----- | ----- | ----- | ----- | ----- |
| 1.631 | 1.568 | 1.193 | 845   | 710   | 621   | 650   | 645   |